# Melampsora medusae
Melampsora medusae är en svampart som beskrevs av Thüm. 1878. Melampsora medusae ingår i släktet Melampsora och familjen Melampsoraceae.   Inga underarter finns listade i Catalogue of Life.